# Bonsoir
Bonsoir è un film del 1994 diretto da Jean-Pierre Mocky.

## Trama
Alex Pontin, capo sarto in un negozio inglese dei grandi boulevard parigini, è stato licenziato da un anno. A causa di questo rovescio di fortuna, non ha più un domicilio fisso e decide quindi di cercare un nuovo luogo dove dormire ogni sera, per ingannare la solitudine.
Si presenta così di volta in volta a casa di diverse parigine. Prima incontra l'affascinante Caroline Winberg, lesbica pudibonda e innamorata della dolce borghese Gloria. Alex si installa a casa di Caroline, di cui salva l'eredità: quando la sorella virtuosa di Caroline, Catherine, arriva con la zia Amélie, Alex passeggia più volte nudo per casa per far credere di essere l'amante di Caroline.
Ma il commissario Bruneau, che lo sospetta dei furti, lo segue per coglierlo in flagrante...